# Association psychanalytique de France
Pour les articles homonymes, voir APF.
L'Association psychanalytique de France, créée le 26 mai 1964, est une école de pensée de la psychanalyse, dont l'objet est de participer aux recherches en psychanalyse et à la formation de psychanalystes. 

## Histoire
Lorsque la Société française de psychanalyse demanda en 1959 sa reconnaissance officielle et son affiliation à l'Association psychanalytique internationale, l’API exigea pour cela la mise à l'écart de Jacques Lacan en tant que didacticien. Deux courants de la Société française de psychanalyse s'opposèrent alors : un courant, devenu majoritaire à la SFP en novembre 1963, était animé par Daniel Lagache, Juliette Favez-Boutonier, Georges Favez, Wladimir Granoff, Didier Anzieu, Robert Pujol et les cinq « motionnaires » de juillet 1963 (Jean-Louis Lang, Jean Laplanche, Jean-Bertrand Pontalis, Victor Smirnoff et Daniel Widlöcher), tandis qu'un deuxième courant, devenu minoritaire, réunissait les partisans  de Jacques Lacan. 
D'autres raisons peuvent expliquer la création de l’APF : au-delà des événements intervenus au sein de la SFP, des conflits institutionnels ou des rivalités personnelles, des questions doctrinales, concernant la formation des candidats existaient. Jean-Louis Lang a écrit à ce propos : « La "formation" à l’APF constitue l’une de ses originalités majeures […] On peut les résumer ainsi : suppression de l’analyse dite "didactique" sous contrôle institutionnel et suppression du collège des "didacticiens" ; séparation complète entre les instances institutionnelles et l’analyse personnelle […] La validation des cures contrôlées est prononcée par les membres du Comité de formation […] L’homologation du cursus (y compris la participation aux enseignements) est du ressort du collège des titulaires, le candidat est alors appelé à présenter un mémoire afin d’accéder au sociétariat, lequel est soumis au vote des titulaires. »

## Activités scientifiques
Les activités scientifiques de l’APF concernent des groupes de recherche, colloques et  réunions, journées ouvertes, conférences scientifiques du mardi, débats scientifiques du samedi et les « Entretiens de Vaucresson ». Ceux-ci se déroulent deux week-ends  par an, en juin et décembre : les samedis, un débat ouvert aux participants suit la conférence du matin et de l’après-midi ; les dimanches matin, une nouvelle conférence donne lieu à de nouvelles discussions. 
Parfois, les journées tournent autour d’un thème bien précis, comme : « Qu’appelle-t-on processus psychanalytique ? », ou alors « Histoire et destin dans la Psychanalyse ».

## Liste des dirigeants
| Identité             | Période | Période | Durée |
| Identité             | Début   | Fin     | Durée |
| -------------------- | ------- | ------- | ----- |
| Dominique Suchet (d) | 2021    |         |       |

### Publications
- Bulletin intérieur de l’APF, de 1964 à 1969 (5 numéros)
- Documents & Débats, de 1970 à 2003 (61 numéros)
- Nouvelle Revue de psychanalyse (1970-1994), créée par Jean-Bertrand Pontalis
- Psychanalyse à l'université (1976-1994) créée par Jean Laplanche
- L’Écrit du temps puis L’Inactuel, revues créées par Marie Moscovici
- Revue Internationale de psychopathologie (1990-1996) dirigée par Pierre Fédida et Daniel Widlöcher
- Le fait de l’analyse (1998-2001?)) puis Penser/rêver (2002-2015) par Michel Gribinski[5].
- Libres Cahiers pour la psychanalyse (2000-2014), directeurs de rédaction : Catherine Chabert et Jean-Claude Rolland.
- L'Annuel de l'APF, actes des rencontres scientifiques de l'association (depuis 2007)[6]